# Володар світу (фільм, 1932)
«Володар світу» (рос. «Властелин мира») — радянський дитячий художній фільм 1932 року, знятий режисерами Михайлом Юдіним і Петром Зінов'євим на кіностудії «Росфільм».

## Сюжет
Картина оповідає про дітей невеликого рибальського селища, які мріють побудувати фантастичний радіокорабель, про який вони прочитали в дитячій книзі «Володар світу».

## У ролях
- Леонід Юренєв — Єгорович
- Михайло Філіппов — Ромка
- Михайло Комаров — Льошка
- Андрій Бабушкін — Очкастий
- Петро Зінов'єв — сторож
- Тетяна Баришева — сторожиха
- М. Циклік — Гришка
- Михайло Каштелян — Кузьма Булочкін

## Знімальна група
- Режисери — Михайло Юдін, Петро Зінов'єв
- Оператор — Григорій Гібер
- Художник — Арнольд Вайсфельд